# Deutsche Sex-Partei
Die Deutsche Sex-Partei (DSP) war eine deutsche Kleinpartei in den 1970er Jahren, die aufgrund ihrer Umstrittenheit und insbesondere durch ihre Parteizeitung die gesellschaftliche Debatte über Sexualmoral mitbeeinflusst hat.

## Geschichte
Die Deutsche Sex-Partei (DSP) wurde am 4. Februar 1970 in einer Hamburger Kneipe von 11 Personen gegründet. Die Gründung wurde maßgeblich forciert von Joachim Driessen, Graphiker und Herausgeber der St. Pauli-Zeitung, der bei der konstituierenden Sitzung auch Parteivorsitzender wurde. Partei-Geschäftsführer wurde Roland Schade. Mit der Gründung der Partei wollte Driessen vor allem das Verbot seines Blattes wegen Pornographie verhindern. Ursprünglich wollte die Partei zur Bundestagswahl 1972 antreten, vergaß jedoch die Anmeldung. Sie trat jedoch 1973 mit Karl Heinz Langner bei der Wahl in den Reutlinger Kreistag an. Er bekam bei dieser Wahl 1367 Stimmen.

### Parteizeitung
Laut Familienministerium habe das Blatt „die geschlechtliche Betätigung ausschließlich als Mittel der Genußerziehung“ dargestellt und das Ministerium beantragte daher dessen Indizierung. Die Zeitung wurde mit der Gründung zum Parteiorgan erklärt.

## Logo
Das Emblem der Partei war eine goldene Träne in einem roten, gleichseitigen, senkrecht auf der Spitze stehenden Dreieck.

## Programmatik
Die Mitglieder der DSP waren verpflichtet, „für die Liberalisierung des Sexes im näheren und weiteren Umkreis durch Wort und Tat unermüdlich einzutreten“.
- der Beischlaf soll auch außerhalb der Ehe praktiziert werden dürfen
- Die DDR soll durch Sextourismus unterwandert werden, durch die Umwandlung der gesamten Ostseeküste in FKK-Strände sollte Druck auf die Führenden in der DDR ausgeübt werden
- „Eine Ehe kann aus verschieden- oder gleichgeschlechtlichen, zwei oder mehreren Partnern bestehen.“[2]
- eine neue Friedensära soll geschaffen werden
- Nacktbilder sollen nicht mehr jugendgefährdend sein
- sexuelle Befreiung aus allen gesellschaftlichen Zwängen